# 蔡宛廷
蔡宛廷（英語：Kristen Tsai，1995年7月11日—），出生於台灣，加拿大女子羽毛球運動員，曾代表加拿大參加2020年夏季奧林匹克運動會羽毛球女子雙打比賽。

## 簡歷
2013年4月，蔡宛廷出戰秘魯羽毛球國際賽，分別贏得女單冠軍和女雙亞軍。
2019年7月，她參加秘魯利馬進行的泛美運動會，收穫女子雙打金牌和混合雙打銀牌。

## 主要比賽成績
只列出曾進入準決賽的國際賽事成績：
| 年份   | 賽事                         | 公開賽級別 | 項目     | 拍檔            | 成績   |
| ------ | ---------------------------- | ---------- | -------- | --------------- | ------ |
| 2009年 | 泛美洲青年羽毛球錦標賽       | 其他       | 混合團體 | －              | 季軍   |
| 2009年 | 泛美洲青年羽毛球錦標賽       | 其他       | 女子雙打 | Sarah Kong      | 季軍   |
| 2012年 | 泛美洲羽毛球錦標賽           | 其他       | 混合團體 | －              | 冠軍   |
| 2012年 | 泛美洲羽毛球錦標賽           | 其他       | 女子單打 | －              | 冠軍   |
| 2012年 | 泛美洲羽毛球錦標賽           | 其他       | 女子雙打 | 高福頤          | 亞軍   |
| 2013年 | 秘魯羽毛球國際賽             | 國際挑戰賽 | 女子單打 | －              | 冠軍   |
| 2013年 | 秘魯羽毛球國際賽             | 國際挑戰賽 | 女子雙打 | 高福頤          | 亞軍   |
| 2013年 | 加拿大羽毛球國際挑戰賽       | 國際挑戰賽 | 女子單打 | －              | 亞軍   |
| 2017年 | 美國羽毛球國際挑戰賽         | 國際挑戰賽 | 女子雙打 | 雷切爾·洪德里克 | 冠軍   |
| 2017年 | 美國羽毛球國際挑戰賽         | 國際挑戰賽 | 混合雙打 | 矢倉尼爾        | 冠軍   |
| 2018年 | 泛美洲羽毛球錦標賽           | 其他       | 女子雙打 | 雷切尔·洪德里克 | 冠軍   |
| 2018年 | 泛美洲羽毛球錦標賽           | 其他       | 混合雙打 | 矢仓尼尔        | 亞軍   |
| 2018年 | 比利時羽毛球國際賽           | 國際挑戰賽 | 女子雙打 | 雷切尔·洪德里克 | 準決賽 |
| 2018年 | 美國羽毛球國際挑戰賽         | 國際挑戰賽 | 女子雙打 | 雷切尔·洪德里克 | 冠軍   |
| 2019年 | 泛美洲羽毛球錦標賽           | 其他       | 女子雙打 | 雷切尔·洪德里克 | 冠軍   |
| 2019年 | 泛美洲羽毛球錦標賽           | 其他       | 混合雙打 | 矢仓尼尔        | 季軍   |
| 2019年 | 巴西羽毛球國際挑戰賽         | 國際挑戰賽 | 女子單打 | －              | 準決賽 |
| 2019年 | 巴西羽毛球國際挑戰賽         | 國際挑戰賽 | 女子雙打 | 雷切尔·洪德里克 | 冠軍   |
| 2019年 | 巴西羽毛球國際挑戰賽         | 國際挑戰賽 | 混合雙打 | 矢仓尼尔        | 準決賽 |
| 2019年 | 泛美運動會羽毛球比賽         | 其他       | 女子雙打 | 雷切爾·洪德里克 | 金牌   |
| 2019年 | 泛美運動會羽毛球比賽         | 其他       | 混合雙打 | 矢仓尼尔        | 銀牌   |
| 2019年 | 哈爾科夫羽毛球國際賽         | 國際挑戰賽 | 女子雙打 | 雷切爾·洪德里克 | 亞軍   |
| 2019年 | 比利時羽毛球國際賽           | 國際挑戰賽 | 女子雙打 | 雷切爾·洪德里克 | 亞軍   |
| 2019年 | 匈牙利羽毛球國際賽           | 國際挑戰賽 | 女子雙打 | 雷切爾·洪德里克 | 冠軍   |
| 2019年 | 美國羽毛球國際挑戰賽         | 國際挑戰賽 | 女子雙打 | 雷切爾·洪德里克 | 亞軍   |
| 2020年 | 泛美洲羽毛球男女子團體錦標賽 | 其他       | 女子團體 | －              | 冠軍   |
| 2021年 | 泛美洲羽毛球錦標賽           | 其他       | 女子雙打 | 雷切爾·洪德里克 | 冠軍   |
| 2021年 | 蘇格蘭羽毛球公開賽           | 國際挑戰賽 | 女子雙打 | 雷切爾·洪德里克 | 冠軍   |
| 2022年 | 泛美洲羽毛球錦標賽           | 其他       | 女子雙打 | 雷切尔·洪德里克 | 冠軍   |
| 2022年 | 加拿大羽毛球公開賽           | 超級100賽  | 女子雙打 | 雷切尔·洪德里克 | 準決賽 |

| 2007-2017年 | 首要超級賽 | 超級賽 | 黃金大獎賽 | 大獎賽 | 國際挑戰賽 | 國際系列賽 | 未來系列賽 | 其他 |

| 2018-2026年 | 總決賽 | 超級1000賽 | 超級750賽 | 超級500賽 | 超級300賽 | 超級100賽 | 國際挑戰賽 | 國際系列賽 | 未來系列賽 | 其他 |

### 奧運會和世錦賽參賽紀錄
|          | 搭檔            | 2019 | 2020       | 2021 | 2022  |
| -------- | --------------- | ---- | ---------- | ---- | ----- |
| 女子雙打 | 雷切尔·洪德里克 | 64強 | 小組第三名 | 16強 | 32強1 |
|          |                 |      |            |      |       |
| 混合雙打 | 矢倉尼爾        | 64強 | －         | －   | －    |

1 賽前退賽